# پارک شبه‌ملی کویا-ریوجین
پارک شبه‌ملی کویا-ریوجین (به لاتین: Kōya-Ryūjin Quasi-National Park) یک منطقهٔ مسکونی در ژاپن است که در استان نارا واقع شده‌است.